# Platyagathis leaena
Platyagathis leaena är en stekelart som beskrevs av Turner 1918. Platyagathis leaena ingår i släktet Platyagathis och familjen bracksteklar. Inga underarter finns listade i Catalogue of Life.